# Daniel Badilla Alegría
Daniel Alberto Badilla Alegría (Mulchén, 29 de julio de 1939-Santiago, 21 de junio de 2011) fue un periodista y político chileno. Alcalde en varias ocasiones de Los Ángeles.

## Vida
Estudió periodismo. Fue alcalde durante 4 periodos, la primera vez fue en 1990 hasta 1992, (los alcaldes eran elegidos por otro sistema, que no era con votaciones directas) después sería en 1992-1994 (en ese período electivo, 1994-1996, también sería concejal), 1996-2000 y 2000-2004.

## Fallecimiento
Daniel Badilla fue aquejado por un infarto cerebral el 16 de junio del 2011, siendo hospitalizado en la Clínica Dávila de Santiago, lo que finalmente, le ocasionaría su muerte. Su cuerpo fue cremado y posteriormente llevado a Los Ángeles, para su fúneral, quien fuera alcalde por cuatro periodos, el Municipio de Los Ángeles anunció que se decretaron tres días de luto en su honor.